# Ивана Ивковић
Ивана Ивковић (Београд, 1979) српска је ликовна уметница. Од 2002. године своја дела је излагала на ликовној сцени Србије, Шпаније, Немачке, Либана, Турске, САД, Данске, Италије, Канаде, Индије, Аустрије. Три пута је била финалкисткиња  Политикине награде за најуспешнију изложбу у 2007, 2010, и 2019. године. Члан је УЛУС-а од 2006. године.

## Живот и каријера
Рођена је 1979. године у Београду. На Факултету ликовних уметности Универзитета у Београду, дипломирала је 2005. годинеу класи професора Дарије Качић, а потом магистрирала 2009. године на истом факултету, смер цртање код ментора Марије Драгојловић. Тренутно је на докторским студијама из области сликарства.
Живи и ради у Београду.

## Дело
У радовима Иване Ивковић ликовне тематизације капитализма могу се директно или посредно пратити у многим делима и у свим медијима у којима она изражава  од цртежа, фотографија, цртежа инсталација, амбијената и специфичних радова. За цртеже Иване Ивковић наводи се да су „експресивни и провокативни, а инсталације вибрантне и емотивне…
Унутрашњи немир као покретачка снага у Ивани Ивановић је створио  услове да она живи номадским живот, и у свом професионалном животу не жели да буде  везан само за једно место. Специфичан начин живота (путовања, резиденцијални боравак...) отвара Иванином стваралаштву простор за утицај различитих, специфичних културно-историјских наратива, стварајући већу пропустљивост између граница приватног и јавног, јер се осећа као „грађанин света“. Радаћи у таквим условима њени цртежи су експресивни и провокативни, њене инсталације живахне и емотивне... Модел уметнице-путника реализује се, неретко, кроз путописни карактер њених дела, чији је подтекст фасцинација снагом двосмислености поруке.
Радови Иване Ивковић се налазе у Теленоровој колекцији савремене српске уметности, у колекцији Музеја града Београда и у неколико познатијих приватних колекција у Њујорку, Базелу, Лисабону и Турској.

## Изложбе

### Самосталне изложбе
- 2011.  Presente 6, Уметничка галерија Културног центра Београда
- 2010. Борска 36, Галерија Qucera, Културни центар Раковица, Београд
- 2009. Holyoffice, Галерија Факултета ликовних уметности у Београду
- 2008. I am ready for you, MATT Concept, Галерија, Ла Коруна, Шпанија
- 2008. Европски биоскоп, Галерија АртПоинт, КултурКонтакт, Беч, Аустрија
- 2008. Спреман сам за вас, Галерија Арте, Београд
- 2008. House of Fat Gioconda, Омладинска галерија Београда
- 2006. Push Pull Wonderful, Галерија Маћадо, Београд
- 2006. Цртежи, Галерија Факултета ликовних уметности у Београду

### Групне изложбе
- 2002. „XXXI  изложба цртежа и скулптура малог формата студената ФЛУ“, Галерија Дома омладине, Београд
- 2003. „XXXII  изложба цртежа и скулптура малог формата студената ФЛУ“, Галерија Дома омладине, Београд
- 2003. „Априлски сусрети“, СКЦ, Београд
- 2004. „XXXIII  изложба цртежа и скулптура малог формата студената ФЛУ“, Галерија Дома омладине, Београд
- 2005. „Бијенале студентског цртежа“, Дом културе студентског града, Београд
- 2005. „XXXIV изложба цртежа и скулптура малог формата студената ФЛУ“, Галерија Дома омладине, Београд
- 2005. Учешће у пројекту REAL PRESENCE floating sites, Венеција
- 2005. Изложба награђених радова студената ФЛУ у Београду, Галерија ФЛУ, Београд
- 2006. Резиденција у Диселдорфу, Немачка и учешће у пројекту Kunstpunkt Dusseldorf
- 2006. „Accademie di belle arti: Un mondo in transformacione”, Arte fiera, Reggio Emilia, Италија

## Награде и признања
- 2010. Финалиста Политикине награде за најуспешнију изложбу у
- 2009. години, коју додељује Фондација „Владимир Рибникар”
- 2007. Финалиста Политикине награде за најуспешнију изложбу у 2006. коју додељује Фондација „Владимир Рибникар“
- 2006. Уметник у резиденцијалном програму и учесник пројекта Kunstpunkt Dusseldorf, Диселдорф, Немачка
- 2005. Real Presence- Floating Sites, пратећи програм 51. Венецијанског бијенала, координатор Биљана Томић, Венеција, Италија
- 2005. Велика награда сликарима Риста и Бета Вукановић - додељује Факултет ликовних уметности у Београду.
- 2005. Откуп радова од Секретаријата за културу града Београда